# 弗里茨·施特拉斯曼
弗里德里希·威廉·施特拉斯曼（德語：Friedrich Wilhelm Straßmann，1902年2月22日—1980年4月22日），德国物理学家，化学家。

## 生平
1938年，他和奥托·哈恩认证了中子轰击铀核产生的钡，发现了核裂变现象。